# Juan Benet
Juan Benet Goitia (* 7. Oktober 1927 in Madrid; † 5. Januar 1993 in Madrid) war ein spanischer Schriftsteller und Ingenieur, der zur Generation der in den 1950er Jahren zum Durchbruch kommenden Vertreter des sozialen Realismus gehörte, in ihr jedoch ein Außenseiter war. Obwohl ihn mit den Realisten wie Rafael Sánchez Ferlosio, Carmen Martín Gaite, Ignacio Aldecoa oder die Brüder Goytisolo, Juan und Luis, die Auseinandersetzung mit der unmittelbaren Geschichte Spaniens – Bürgerkrieg, Franco-Diktatur – verband, waren sowohl sein Stil und sein Literaturverständnis als auch seine Vorbilder (Faulkner, Conrad, Proust, Beckett, Kafka) grundverschieden. Er war darüber hinaus ein Spätling, während seine Generationsgenossen um 1955 zu publizieren anfingen, kam sein erster Roman Volverás a Región 1968 heraus. Mit ihm initiierte Benet die Erneuerung der spanischen Literatur der ausgehenden Diktatur und der aufkommenden Demokratie.

## Leben

### Studium, erste Berufstätigkeit, literarische Anfänge (1940–1965)
Juan Benet kam in einer gutbürgerlichen, konservativen Familie zur Welt. Sein Vater Tomás Benet war ein Rechtsanwalt, seine Mutter Teresa Goitia hatte baskische Wurzeln. Er war der jüngste von drei Kindern. Bei Ausbruch des Bürgerkriegs 1936 wurde der Vater von anarchistischen Milizleuten ermordet, daraufhin floh die Familie nach San Sebastián, das sich in Händen der aufständischen Militärs befand, und kehrte erst nach Kriegsende 1939 wieder nach Madrid zurück. Dort ging Benet in die streng katholische Privatschule Colegio del Pilar, an der er sein Abitur machte. Anschließend studierte er an der Madrider Technischen Hochschule (Escuela de Ingenieros de Caminos). In seinem Erinnerungsbuch Otoño en Madrid beschreibt Benet diese Studienjahre im Madrid der grauen Nachkriegszeit, seine Besuche beim alten Romancier Pío Baroja, der mit Cervantes zu den spanischen Vorbildern Benets zählt, seine Freundschaft mit dem Medizinstudenten und späteren Romancier Luis Martín-Santos, seine Streifzüge durch die Madrider Cafés.
1949 reiste er zum ersten Mal ins Ausland, nach Paris, wohin sein Bruder Francisco („Paco“) mit einem französischen Stipendium vor der Öde des spanischen politischen und kulturellen Lebens geflüchtet war. Der ältere Bruder mit seiner oppositionellen Haltung gegenüber dem Franco-Regime, die ihn endlich ins Exil führte, war wegweisend für den jüngeren. Von ihm erhielt dieser auch die ersten Bücher von Sartre, Malraux und Camus, die ersten Nummern von Temps modernes. Eine zweite Auslandsreise fand 1953 nach Finnland statt, wo der angehende Ingenieur als Werkstudent im städtischen Elektrizitätswerk in Helsinki einen Sommer lang arbeitete. Die Erlebnisse dieser zwei Reisen in das Europa der frühen fünfziger Jahre schlugen sich in einem ersten Erzählungsband nieder, der mit dem Titel Nunca llegarás a nada 1961 im Selbstverlag erschien und von Kritik und Publikum vollkommen übersehen wurde, obwohl es „das erste Buch des größten literarischen Talents der Nachkriegszeit war“, wie Félix de Azúa behauptet. Benet schuf diese Erzählungen 1958–1959 in Oviedo (Asturien), wo er, inzwischen mit Nuria Jordana verheiratet, am Bau der Eisenbahn zwischen Lugo de Llanera und Villabona tätig war. Damals waren in der Einsamkeit nach der Arbeit in der wilden Natur das Schreiben und das Lesen sein einziger Zeitvertreib. Sein Ingenieur-Beruf verschlug Benet von 1961 bis 1965 in die nördliche Provinz León, wo er im Tal des Porma-Flusses an einem großen Stauwerk arbeitete. „Der Ort lag im kantabrischen Gebirgszug, in 1100 m Höhe über dem Meer, umgeben von Wäldern, Bären, Wildschweinen, Wölfen und Schnee“ schrieb Benet später. Dort entstand sein erster Roman Volverás a Región.

### Schriftsteller und Ingenieur (1966–1993)
1966 zog Benet mit seiner Familie nach Madrid. In den vorausgehenden Jahren hatte er gelegentlich mit Artikeln und Essays in Zeitschriften wie Cuadernos para el diálogo und Revista de Occidente in die literarische Szene eingegriffen. Sein Essayband La inspiración y el estilo löste bei seinem Erscheinen 1965 durch seine indirekte aber scharfe Kritik an dem herrschenden, einseitig realistischen Literaturverständnis eine regelrechte Realismusdebatte aus. Das erklärt vielleicht, warum Benets Roman Volverás a Región, den er für den Nadal, dem damals wichtigsten literarischen Preis Spaniens, präsentierte, nicht einmal unter die ersten 20 Finalisten gelangte. Dennoch erweckte das Buch bei seinem Erscheinen im Dezember 1967 die Aufmerksamkeit einiger Kenner, darunter Carlos Barral, der in Barcelona den fortschrittlichen Verlag Seix Barral leitete. Barral, der einschlägige Autoren der europäischen Moderne und junge oppositionelle spanische Autoren trotz der wachsamen Zensur zu veröffentlichen wagte, holte Benet in seinen Verlag. 1969 erhielt er den dort vergebenen, hochbegehrten Preis Biblioteca Breve für seinen zweiten Roman Una meditación. Seine literarische Karriere war gestartet. „Vielleicht übertreibe ich wenn ich sage, dass Seix Barral im Barcelona der ausgehenden 60er etwas Ähnliches wie die Studios von Metro oder Paramount im Los Angeles der erfinderischen Jahre des Films war… Es ist nicht schwer zu verstehen, dass wer diese Welt durch die grosse Tür betrat – und der Biblioteca Breve-Preis war eine solche Tür – in seinem Leben eine Wendung zu einem weltmännischeren, lässigeren, mit etwas Glück und Talent auch erspriesslicheren und womöglich eleganteren Kurs spürte“.
In den 1970er Jahren wurde Benet mit seinen regelmäßig erscheinenden Romanen – Un viaje de invierno (1972), La otra casa de Mazón (1973), En el Estado (1977) – seinen anregenden Essaybänden und Artikeln eine öffentliche Figur und ein Leitbild für die jüngeren Literaten. Nach dem Tod des Diktators 1975 trat er noch stärker in den Vordergrund durch seine in der liberalen Tageszeitung El País erscheinenden Artikel, in denen er zur politischen und kulturellen Aktualität Stellung nahm. Mit der Publikation des Romans El aire de un crimen (1980), der ihm den populären Planeta-Preis einbrachte, erreichte Benet zum ersten Mal eine breite Leserschaft. Nach dem tragischen Tod seiner Frau (1974) reiste er weltweit. Nach China (1976), in die USA, um Vorträge zu halten (1980) oder während eines Semesters an der Columbia University in New York zu lehren (1982). Seine langjährige Beschäftigung mit dem Thema des spanischen Bürgerkriegs gipfelte in dem monumentalen, mehrbändigen Roman Herrumbrosas lanzas, der 1983 und 1985/86 erschien und mit dem Premio de la Crítica ausgezeichnet wurde. Als Gegengewicht dazu kann der kleine Erinnerungsband Otoño en Madrid 1950 (1987) gelten, in dem Benet, ein Bewunderer des Engländers Laurence Sterne, eine „empfindsame Reise“ in die Jahre seiner Jugend in der Madrider Nachkriegszeit unternahm. Der Schriftsteller Manuel Vicent schrieb darüber: „Sein meistgelesenes Buch, ein wahrhaft literarisches Juwel…, ist ein Milieubild der Zeit, in der Benet sein selbstbewusstes Talent, in der von ihm so verachteten Welt Galdós´ spazieren führte“. 1985 heiratete Benet die spanische Lyrikerin Blanca Andreu in New York. Anfang der 1990er Jahre erschienen noch La construcción de la torre de Babel, eine Essaysammlung, und El caballero de Sajonia, eine eigenwillige Interpretation Luthers.
Juan Benet starb unerwartet am 5. Januar 1993 nach kurzer Krankheit. Er arbeitete an einer neuen Fassung seines 1980 verfassten Werks Saúl ante Samuel.

## Werke

### Romane
- Nunca llegarás a nada (1961)
- Volverás a Región (1967)
- Una meditación (1970)
- Un viaje de invierno (1972)
- La otra casa de Mazón (1973)
- En el Estado (1977)
- El aire de un crimen (1980)
- Saúl ante Samuel (1980)
- Herrumbrosas lanzas, I - IV (1983)
- Herrumbrosas lanzas, VII (1985)
- Herrumbrosas lanzas, VIII - XII (1986)
- En la penumbra (1989)
- El caballero de Sajonia (1991)

### Erzählungen
- Una tumba (1971)
- 5 narraciones y 2 fábulas (1972)
- Sub rosa (1973)
- Cuentos completos 2 Bd. (1977)
- Trece fábulas y media (1981)

### Essays, Erinnerungen, Artikel
- La inspiración y el estilo (1965)
- Puerta de tierra (1970)
- El ángel del Señor abandona a Tobías (1976)
- En ciernes (1976)
- ¿Qué fue la Guerra Civil? (1976)
- Del pozo y el Numa (1978)
- La moviola de Eurípides (1982)
- Artículos 1962-1977 (1983)
- Otoño en Madrid 1950 (1987)
- La construcción de la torre de Babel (1990)
- Cartografía personal (1997)
- Páginas impares (1996)
- La sombra de la guerra. Escritos sobre la Guerra Civil española (1999)
- Una biografía literaria (2007)
- Infidelidad del regreso (2007)

### Übersetzungen ins Deutsche
- Ein Grabmal/Numa (1989)
- Rostige Lanzen I - IV (1991)
- Im Halbschatten (1991)
- Du wirst es zu nichts bringen (1992)
- Der Turmbau zu Babel (1994)